# São Jerônimo
São Jerônimo este un oraș în Rio Grande do Sul (RS), Brazilia.